# L'eventail de Jeanne
L'eventail de Jeanne (Frans voor De waaier van Jeanne) is een ballet uit 1927 gechoreografeerd voor kinderen, dat voor het eerst werd uitgevoerd op 4 maart 1929 in het Palais Garnier, de Parijs Opera. De choreografie werd verzorgd door Alice Bourgat en Yvonne Franck. Het orkest stond in die serie onder leiding van Joseph-Eugène Szyfer. De muziek was van een aantal Franse componisten:
- Maurice Ravel met bijdrage Fanfare
- Pierre-Octave Ferroud met bijdrage Marche
- Jacques Ibert met bijdrage Valse
- Alexis Roland-Manuel met bijdrage Canarie
- Marcel Delannoy met bijdrage Bourrée
- Albert Roussel met bijdrage Sarabande
- Darius Milhaud met bijdrage Polka
- Francis Poulenc met bijdrage Pastourelle
- Georges Auric met bijdrage Rondeau
- Florent Schmitt met bijdrage Kermesse-valse.

"Jeanne" verwijst naar de Parijse gastvrouw en patrones van de kunsten Jeanne Dubost. Zij gaf leiding aan een balletschool voor kinderen. In het voorjaar van 1927 verzocht ze aan een tiental componisten een stukje dansmuziek voor “haar” kinderen te schrijven. De kinderen waren bij de uitvoeringen gekleed in sprookjesachtige kostuums en het decor werd opgeluisterd door een set ontworpen met spiegels.
Het totale stuk ging in première op 16 juni 1927 bij Jeanne thuis. Er werd toen gedanst op de transcripties voor piano. Maurice Ravel zat achter de vleugel. De eerste publieke uitvoering in Palais Garnier liet twee bijzonderheden zien/horen:
- Tamara Toumanova danste op tienjarige leeftijd haar eerste grote rol;
- Darius Milhaud was voor het eerst in de Parijse opera te horen; hijzelf vond het gênant dat hij met een ordinaire polka vertegenwoordigd was in plaats van met een van zijn serieuze werken.